# Oulad Aarrad
Oulad Aarrad (franska: Oulad Aarrad (CR), Oulad Aarrad (Commune Rurale), arabiska: واركي) är en kommun i Marocko.   Den ligger i provinsen El Kelaâ des Sraghna och regionen Marrakech-Safi, i den norra delen av landet, 250 km söder om huvudstaden Rabat. Antalet invånare är 6 490.